# Enteroxenos oestergreni
Enteroxenos oestergreni är en snäckart som beskrevs av Bonnevie 1902. Enteroxenos oestergreni ingår i släktet Enteroxenos, och familjen Eulimidae. Arten är reproducerande i Sverige.